# Creu de terme (Calonge i Sant Antoni)
La Creu de terme és una obra romànica de Calonge i Sant Antoni (Baix Empordà) inclosa a l'Inventari del Patrimoni Arquitectònic de Catalunya.

## Descripció
De l'antiga creu de terme localitzada al Camp d'en Blanch només es conserva la creu pròpiament dita. Es tracta d'una creu llatina de tipologia patada, força habitual dins el període romànic. És de planxa de ferro forjat i del braç inferior li surt una mena d'espigó que l'enllaçava a la resta del conjunt. A l'extrem superior del braç vertical hi ha inscrita una data: 1388. Actualment es conserva al museu parroquial de la població ubicat al pis superior de l'església de St. Martí.